# Cantón de Londinières
El cantón de Londinières era una división administrativa francesa, que estaba situada en el departamento de Sena Marítimo y la región de Alta Normandía.

## Composición
El cantón estaba formado por dieciséis comunas:
- Bailleul-Neuville
- Baillolet
- Bures-en-Bray
- Clais
- Croixdalle
- Fréauville
- Fresnoy-Folny
- Grandcourt
- Londinières
- Osmoy-Saint-Valery
- Preuseville
- Puisenval
- Saint-Pierre-des-Jonquières
- Sainte-Agathe-d'Aliermont
- Smermesnil
- Wanchy-Capval

## Supresión del cantón de Londinières
En aplicación del Decreto nº 2014-266 de 27 de febrero de 2014, el cantón de Londinières fue suprimido el 22 de marzo de 2015 y sus 16 comunas pasaron a formar parte del nuevo cantón de Neufchâtel-en-Bray.